# Olga Vasiltjenko
Olga Vasiltjenko, född den 8 november 1956, är en sovjetisk roddare.
Hon tog OS-silver i scullerfyra i samband med de olympiska roddtävlingarna 1980 i Moskva.